# Ivar Hansen
Ivar Christian Hansen, född 1 november 1938 i Agerbæk (Varde kommun), död 11 mars 2003 i Köpenhamn, var en dansk politiker (Venstre). Han var infrastrukturminister i Anker Jørgensens tredje regering 1978-1979.

## Bakgrund
Ivar Hansen var son till gårdsägaren Lars Peder Hansen och lärarinnan Maria Jepsen. Efter avslutad folkskola utbildades han vid Ryslinge højskole (1956-1957), Askov højskole (1959-1960), Ladelunds lantbruksskola (1960-1961) och Den Liberale Højskole Breidablik (1962). Han gjorde ett uppehåll i studierna 1958-1959, då han genomförde sin värnplikt i livgardet. Han tog över familjegården 1962 och arbetade som lärare vid Forsvarets civilundervisning (1967-1973). Han var styrelseledamot för Venstre i Ribe amt (1962-1966, samt från 1972), ordförande för Venstres Ungdom (VU) i Ribe amt samt styrelseledamot i VU:s landsorganisation (1964-1966). Han var en av partiets kandidater till Folketinget i Sønderborgs valkrets (1965-1972), dock utan att lyckas bli vald. Under samma period var han styrelseledamot för Venstre i Sønderjylland. Han var ledamot i Landsskatteretten (motsvarande förvaltningsrätten i Sverige) 1976-1978 och 1980-1998.
Hansen var även styrelseordförande av morgontidningen JydskeVestkysten (1991-1998) och styrelseledamot i medieföretaget Nordvestjysk Mediecenter (1994-1998).

## Politisk karriär
Hansen bytte till Grindsteds valkrets 1972 och blev invald året därpå. Han var ledamot i partiets folketingsgrupp från 1974 samt vice ordförande från februari 1977 och ordförande från december samma år. Han var ledamot i finansutskottet (1976-1978) och senare dess ordförande (1986-1988). Hansen var inte emot att samarbeta med Socialdemokratiet, men vid regeringsförhandlingarna sommaren 1978 ansåg han att Det Konservative Folkeparti skulle tas med om Venstre skulle bilda regering med Socialdemokratiet. Han fick inte stöd för sin ståndpunkt av folketingsgruppen och förhandlingarna övertogs av Henning Christophersen. En koalitionsregering mellan de två motståndarpartierna bildades i augusti 1978 med Ivar Hansen som infrastrukturminister. Enligt ett avtal mellan de två regeringspartierna skulle byggandet av Stora Bältbron skjutas upp ytterligare en tid på grund av den då rådande stagflationen i landet. Under Hansens ministertid påbörjades elektrifieringen av några av DSB:s linjer för persontrafik på Själland, Lolland-Falster, Nyborg-Esbjerg samt Frederikshavn-Padborg. Regeringen avgick i oktober 1979.
Hansen önskade inte att inträda i den borgerliga koalitionsregeringen under Poul Schlüter 1982. Han blev åter Venstres gruppordförande i Folketinget (1982-1998) och tillika statsrevisor (1982-1998) och politisk ordförande (1987-1991). I samband med att Henning Christophersen avgick som partiledare 1984 kandiderade Hansen till posten, men förlorade mot Uffe Ellemann-Jensen. Han var ordförande för Nordiska rådets budget- och kontrollutskott (1986-1988) samt dess presidium (1989-1991). Han var även ordförande av Justitiedepartementets Færdselssikkerhedskommission 1986, ledamot i Folketingets presidium (1990-2003) och ordförande för statsrevisorerna (1995-1998). Efter tamilaffären 1993, en skandal som gäckade den borgerliga regeringen, var Hansen en av få ledamöter från Venstre som röstade för att justitieminister Erik Ninn-Hansen ställdes inför riksrätt.
Hansen utsågs till Folketingets talman 1998 efter en jämn kamp mot Socialdemokratiets Birte Weiss. Båda fick lika många röster och talmannen fick utses genom lottdragning, vilket gav Hansen posten. Som talman förespråkade han en ändring av grundlagen, som varit orörd sedan den infördes 1953. Han innehade ämbetet till sin död 2003.

## Utmärkelser
- Storkors av Dannebrogorden[6]

[Redigera Wikidata]